# Batalla de Surinam
El desembarco y batalla de Surinam  fue la última acción bélica de la Segunda Coalición en las Guerras Revolucionarias Francesas. La batalla se desarrolló en la antigua colonia neerlandesa de Guayana, el 5 de mayo de 1804, durante la campaña aliada en el noreste de América del Sur. Se enfrentaron fuerzas neerlandesas y británicas saldándose la victoria de estas últimas.
Tras la invasión francesa a las Provincias Unidas de los Países Bajos en 1795, y la instauración de los Países Bajos como una «república hermana» de Francia ocasionó que el Reino Unido comandara una expedición contra las innumerables colonias neerlandesas en todo el mundo, a pesar de que Reino Unido consideraba un rival bélico a las Provincias Unidas vio en el accionar de Francia un peligro directo a su hegemonía marítima sobre Europa y sus colonias en el mundo.

## Batalla
Un escuadrón de la Royal Navy comandado por el Samuel Hood partió rumbo a Surinam donde se encontró con un destacamento neerlandés que defendía las costas de la colonia, después de algunas horas logra desembarcar en Paramaribo a las tropas del ejército británico que estaba a las órdenes de Charles Green para comenzar la invasión terrestre en Surinam, la invasión finalizando el mismo día que empezó el 5 de mayo de 1804.

## Consecuencia
El Reino de los Países Bajos recuperó Surinam en 1814 tras la ratificación del Tratado anglo-neerlandés firmado en Londres el 13 de agosto, quedando la Guayana británica en poder del Reino Unido.